# سنگ‌چشم بیشه پس‌سرسرخ
سنگ‌چشم بیشه پس‌سرسرخ (نام علمی: Laniarius ruficeps) نام یک گونه از سرده زنگ‌آواها است.